# Titularbistum Praenetus
Praenetus (ital.: Praeneto) ist ein ehemaliges Bistum der römisch-katholischen Kirche, das auf einen Bischofssitz in der antiken Stadt Prainetos in der römischen Provinz Bithynia et Pontus bzw. in der Spätantike Bithynia in Kleinasien zurückgeht, das heutige Karamürsel in der Türkei.  Heute ist Praenetus ein Titularbistum. Es gehörte der Kirchenprovinz Nikomedia an.

## Titularbischöfe von Praenetus
| Titularbischöfe von Praenetus |                                |                                                   |                 |                   |
| Nr.                           | Name                           | Amt                                               | von             | bis               |
| 1                             | Francis Augustin Henschke      | Weihbischof in Adelaide (Australien)              | 19. Mai 1937    | 16. November 1939 |
| 2                             | Secondino Petronio Lacchio OFM | Apostolischer Vikar von Changsha (Republik China) | 12. Januar 1940 | 11. April 1946    |
| 3                             | Manuel de Jesus Pereira        | Weihbischof in Funchal (Portugal)                 | 7. Februar 1948 | 20. Februar 1965  |